# Янджу
Янджу́ (кор. 양주시?, 楊州市?, Yangju-si) — город в провинции Кёнгидо, Южная Корея.

## История
Во время периода Самхан территория, на которой находится современный Янджу, принадлежала племенному союзу Махан, после чего перешла под управление Пэкче. Затем эта земля была завоёвана государством Когурё, здесь был образован уезд Мэсон (Мэсонгун). После объединения Трёх корейских государств под названием Объединённое Силла здесь был образован уезд Рэсо (Рэсогун). В эпоху династии Корё территория подчинялась Кёнджу. Современное название было получено при династии Чосон, в 1397 году.
В 1895 году Янджу получил статус уезда (кун или гун), а в 2003 — статус города (си).

## География
Янджу расположен в северной части провинции Кёнгидо, на юге граничит с Ыйджонбу, на севере — с Тондучхоном, на востоке — с Пхочхоном, на западе — с Пхаджу.

## Туризм и достопримечательности
- Развалины древнего буддийского храма Хвэамса эпохи династии Корё (XIV век). В начале эры Чосон это был один из крупнейших храмовых комплексов страны, однако в ходе мер по подавлению буддизма в Корее, проводимых династией Чосон, этот храм был сожжён. Современный храм Хвэамса находится в 500 метрах от исторического. Исторический храм Хвэамса входит в список Исторические места Кореи под номером 128.[2]
- Янджу хянгё — конфуцианская школа эпохи династии Чосон. Комплекс зданий школы постройки середины XVII века сильно пострадал во время Корейской войны и был заново отстроен в 1958 году.[3]
- Обсерватория «Сонгам» — расположена на высоте 440 метров над уровнем моря, открыта для посещения туристами. В здании обсерватории расположен музей и выставка, посвящённая астрономии. Добраться до комплекса можно по фуникулёру.[4]
- Парк искусств (англ. Art Park) — представляет собой выставку скульптуры на открытом небе, расположенную в одном из городских парков. Также часть экспозиции расположена внутри специальных выставочных павильонов. Представлена в основном скульптура в различных жанрах авангард.[5]
- Музей осветительных приборов. Здесь представлены исторические экспонаты начиная от масляных ламп и восковых свечей до современных светодиодных ламп. Имеется экспозиция, посвящённая релаксационному освещению и светотерапии.[6]
- Музей народного искусства «Чоннам». Представлена экспозиция народных ремёсел древних корейцев.[7]
- Янджу сонори кут — шаманский обряд почитания домашнего скота. Проводится для обеспечения хорошего урожая и процветания коммуны. Входит в список нематериального наследия Кореи под номером 70.[8]
- Международный фестиваль народного театра. Этот фестиваль собирает команды участников, представляющих свои национальные народные театры. Участвуют в основном азиатские страны. Помимо театральных представлений в программе фестиваля литературный конкурс, выставки фотографий, семинары по народным ремёслам.[9]

## Города-побратимы
У Янджу есть ряд городов-побратимов:
- Энрико (штат Виргиния, США) — с 2005 года.
- Дунъин (провинция Шаньдун, Китай) — с 2008 года.
- Фудзиэда (префектура Сидзуока, Япония) — с 2008 года.

## Символы
Как и остальные города и уезды Южной Кореи, Янджу имеет ряд символов:
- Дерево: сосна — символизирует движение вперёд и прогресс.
- Цветок: форзиция — является символом богатства и процветания.
- Птица: сорока — символ удачи и хороших новостей.
- Маскот: Тори и Нари — персонифицируют каштан и цветок форзиции соответственно.